# John Butler (lojalista)
John Butler (ur. 1728, zm. 1796) – brytyjski lojalista, który powołał i dowodził nieregularną jednostką zwaną „Rangerami Butlera” (ang. Butler's Rangers) działającą w północnym teatrze wojennym w czasie wojny o niepodległość Stanów Zjednoczonych. Pracował w brytyjskim Departamencie ds. Indian pod kierownictwem Williama Johnsona; dowodził również oddziałami Seneków i Kajugów w czasie kampanii saratogańskiej.

## Życiorys
Przyszedł na świat w rodzinie Waltera Butlera i Deborah Ely, w Nowym Londynie (obecnie stan Connecticut), w 1728 roku. Niedługo potem jego rodzina przeprowadziła się nad granicę w rejony doliny Mohawku, tam gdzie obecnie znajduje się wieś Fonda. W 1752 poślubił Catherine Bradt, z którą miał pięcioro dzieci.
Służbę w milicji rozpoczął w czasie wojny o kolonie amerykańskie. Brał udział w walkach o Fort Ticonderoga, Fort Niagara i Montreal. Po wojnie wrócił do domu i zajął się swoim majątkiem. Jego posiadłości obejmowały 26 tysięcy akrów (około 105 km²). Uważano go za drugiego po Williamie Johnsonie najbogatszego człowieka i posiadacza ziemskiego.

## Rewolucja Amerykańska
Gdy rozpoczęła się amerykańska rewolucja Butler powrócił do służby dla Imperium Brytyjskiego. Rozpoczął pracę w prowadzonym przez Johnsona Departamencie ds. Indian i w listopadzie dostał przydział do Fortu Niagara. Jego najstarszy syn Walter Butler pełnił służbę wraz z nim. Pozostała część rodziny została zatrzymana przez rebeliantów.
Latem 1777 roku, John Butler wyruszył z Niagary z oddziałem Indian. Jego celem było dołączenie do Barry’ego St. Legera, który wraz z Mohawkami Josepha Branta był drugim skrzydłem uderzenia w kampanii saratogańskiej. Po połączeniu uczestniczyli w zwycięskiej bitwie pod Oriskany. Po niej został awansowany na podpułkownika; dostał również zgodę na sformowanie własnego regimentu, który szybko zyskał nazwę „Rangerów Butlera”. Regiment miał siłę ośmiu kompanii.
W lipcu 1778 roku Butler poprowadził 20 ze swoich rangerów oraz oddział Irokezów do bitwy w dolinie Wyoming (obecnie Wilkes-Barre w stanie Pensylwania). Pokonał Zebulona Butlera i zajął Forty Fort. Patrioci zostali całkowicie pokonani, a w okolicy spalono około 1000 domów. W związku z dokonanymi przez lojalistów i towarzyszących im Irokezów egzekucjami na jeńcach oraz skalpowaniem bitwa ta została później nazwana Masakrą w dolinie Wyoming. Później tego samego roku po spaleniu Tioga, syn Johna, kapitan Walter Butler poprowadził dwie kompanie rangerów i 300 sprzymierzonych z nimi Irokezów na serię podjazdów nazwanych później Masakrą w dolinie Cherry. Od tej pory nazwisko Butlerów stało się postrachem dla zbuntowanych kolonistów.
Rangerzy Butlera operowali w okolicy placówek granicznych od Niagary po Illinois. Butler dowodził z Fortu Niagara. W 1779 roku musiał opuścić placówkę i wycofać się po tym jak został pokonany przez Ekspedycję Sullivana, której celem była pacyfikacja Indian wspierających lojalistów.

## Lata powojenne
Po wojnie o niepodległość, Butler powrócił na swą farmę w rejon Niagary. Został jednym z przywódców Górnej Kanady, którą później nazwano Ontario. Został zastępcą Superintendenta w Departamencie ds. Indian, sędzią pokoju i dowódcą lokalnej milicji. Był również założycielem kościoła anglikańskiego i loży masońskiej w Ontario.
Butler zmarł jako wdowiec w Niagarze 12 maja 1796 roku. Pozostawił po sobie trzech synów i córkę, z którymi mieszkał do śmierci.
W 2006 roku, podpułkownik Butler został uhonorowany przez rząd kanadyjski naturalnej wielkości popiersiem, które postawiono w Narodowym Muzeum Wojskowym w Ottawie. Upamiętniono w ten sposób jego ogromny wkład w budowę brytyjskich kolonii w Ameryce Północnej.